# Timothy Freke
Timothy Freke, född 1959, är en brittisk författare och spiritist, mest känd för sina verk om Jesus. Freke skrivit en del böcker tillsammans med Peter Gandy, och tillsammans med honom argumenterar han för Jesus som en mytologisk konstruktion.